# Вест-Кейп-Мей (Нью-Джерсі)
Вест-Кейп-Мей (англ. West Cape May) — місто (англ. borough) в США, в окрузі Кейп-Мей штату Нью-Джерсі. Населення — 1010 осіб (2020).

## Географія
Вест-Кейп-Мей розташований за координатами 38°56′32″ пн. ш. 74°56′21″ зх. д. / 38.94222° пн. ш. 74.93917° зх. д. (38.942226, -74.939033).  За даними Бюро перепису населення США в 2010 році місто мало площу 3,04 км², з яких 3,02 км² — суходіл та 0,03 км² — водойми.

## Демографія
Згідно з переписом 2010 року, у селищі мешкали 1024 особи в 493 домогосподарствах у складі 294 родин. Було 1043 помешкання
Расовий склад населення:
| - 85,8 % — білих - 8,7 % — чорних або афроамериканців - 0,8 % — корінних американців - 0,2 % — азіатів - 3,1 % — осіб інших рас |

До двох чи більше рас належало 1,4 %. Частка іспаномовних становила 5,0 % від усіх жителів.
За віковим діапазоном населення розподілялося таким чином: 12,8 % — особи молодші 18 років, 58,7 % — особи у віці 18—64 років, 28,5 % — особи у віці 65 років та старші. Медіана віку мешканця становила 55,0 року. На 100 осіб жіночої статі у селищі припадало 93,2 чоловіків;  на 100 жінок у віці від 18 років та старших — 88,0 чоловіків також старших 18 років.
Середній дохід на одне домашнє господарство  становив 78 276 доларів США (медіана — 49 839), а середній дохід на одну сім'ю — 83 863 долари (медіана — 65 000). Медіана доходів становила 50 179 доларів для чоловіків та 32 130 доларів для жінок. За межею бідності перебувало 13,5 % осіб, у тому числі 40,9 % дітей у віці до 18 років та 3,8 % осіб у віці 65 років та старших.
Цивільне працевлаштоване населення становило 450 осіб. Основні галузі зайнятості: мистецтво, розваги та відпочинок — 36,4 %, освіта, охорона здоров'я та соціальна допомога — 16,0 %, роздрібна торгівля — 12,0 %, будівництво — 8,2 %.